# Dylan Stanley
Dylan Stanley (* 24. Januar 1984 in Edmonton, Alberta) ist ein ehemaliger kanadischer Eishockeyspieler und derzeitiger -trainer, der über viele Jahre bei der VEU Feldkirch in der Alps Hockey League unter Vertrag stand.

## Karriere
Stanley begann seine Profikarriere in der Western Hockey League, in der er von 2000 bis 2005 für die Tri-City Americans aufs Eis ging. Nach seiner Juniorenzeit spielte er drei Jahre an der University of Alberta für die Golden Bears in der kanadischen Universitätsliga
Im Sommer 2008 wechselte der Außenstürmer nach Deutschland, wo er für die Starbulls Rosenheim in der Oberliga spielte und mit 118 Punkten in 61 Spielen viertbester Scorer der Liga wurde. Nach einem kurzen Gastspiel in der ECHL bei den Florida Everblades kehrte er im Dezember 2009 nach Rosenheim zurück. Mit den Starbulls feierte er am Ende der Saison die Meisterschaft in der Oberliga und den Aufstieg in die 2. Eishockey-Bundesliga. Nachdem er keinen neuen Vertrag bekommen hatte, wechselte er zurück nach Nordamerika, wo er in der Saison 2010/11 in der Central Hockey League zunächst für die Colorado Eagles und anschließend für die Texas Brahmas spielte.
In der Saison 2011/12 stand er beim Oberligisten EC Bad Nauheim unter Vertrag, ehe er für die folgende Saison nach Italien wechselte und dort beim EV Bozen 84 aus der Serie A2 unterschrieb. Mit der Aufnahme einiger italienischen Serie-A2-Mannschaften in die Inter-National-League wechselte der kanadische Stürmer 2013 zum HC Gherdëina.
Ab 2014 spielte Stanley für den österreichischen Club VEU Feldkirch, anfangs in der Inter-National-League (INL) und ab 2016 in der Nachfolgeorganisation Alps Hockey League. Er ersetzte den nach Frankreich gewechselten Martin Tomášek. Für die Feldkircher kam er in der INL auf 78 Einsätze mit 55 Toren und 78 Assists, wobei die Mannschaft 2015 das Finale erreichte und Stanley 2016 zum INL Spieler der Saison gewählt wurde. Ab 2017 arbeitete er parallel als Nachwuchstrainer der U20-Mannschaft der VEU und übernahm auch das Amt des Nachwuchskoordinators. Im Februar 2022 beendete er seine Karriere endgültig und übernahm verschiedene Posten bei den neu gegründeten Pioneers Vorarlberg, deren Stammverein die VEU ist. Zuletzt war er zwischen 2023 und 2025 als Cheftrainer zuständig. Im Frühjahr 2025 wechselte er zum HC Davos, um dort einen Posten als Assistenztrainer zu übernehmen.

## Karrierestatistik

### International
Vertrat Kanada bei:
- U18-Junioren-Weltmeisterschaft 2002

(Legende zur Spielerstatistik: Sp oder GP = absolvierte Spiele; T oder G = erzielte Tore; V oder A = erzielte Assists; Pkt oder Pts = erzielte Scorerpunkte; SM oder PIM = erhaltene Strafminuten; +/− = Plus/Minus-Bilanz; PP = erzielte Überzahltore; SH = erzielte Unterzahltore; GW = erzielte Siegtore; 1 Play-downs/Relegation; Kursiv: Statistik nicht vollständig)